# Stipagrostis masirahensis
Stipagrostis masirahensis là một loài thực vật có hoa trong họ Hòa thảo. Loài này được H.Scholz miêu tả khoa học đầu tiên năm 1983.